# 秩父七湯
秩父七湯（ちちぶななとう）は、秩父地方に存在する特定の7つの温泉を指した呼称である。
いずれも、源泉温度の低い鉱泉である、または、であったとされるのが特徴。現在では、温泉法の規定を満たしていることにより、いずれも温泉を名乗ることができるが、現在でも鉱泉を名乗り続けている温泉地もある。

## 七湯
7湯の選定は江戸時代であるとされる。そのうち現存するのは3湯である。以下に7湯を挙げる（括弧内は現在の呼称）。
- 新木の湯 （新木鉱泉）
- 鳩の湯 （鳩の湯温泉、現存せず）
- 柴原の湯 （柴原温泉）
- 千鹿谷の湯（千鹿谷温泉、現存せず）
- 鹿の湯 （白久温泉）
- 梁場の湯 （現存せず）
- 大指の湯 （現存せず）

梁場の湯は1966年（昭和41年）に埼玉県で最も古く利用許可がなされた温泉であったが、下久保ダム建設と共に水没したため現存しない。鳩の湯温泉は2011年に閉館したため、温泉施設として現存しない。
千鹿谷温泉も2020年（令和2年）に閉館・解体されたため、鳩の湯温泉と同じく、温泉施設としては現存しない。旅館そのものが現存しない湯に替わって、和銅鉱泉、不動の湯温泉が入って7湯を形成する場合もある。